# Tamagnino

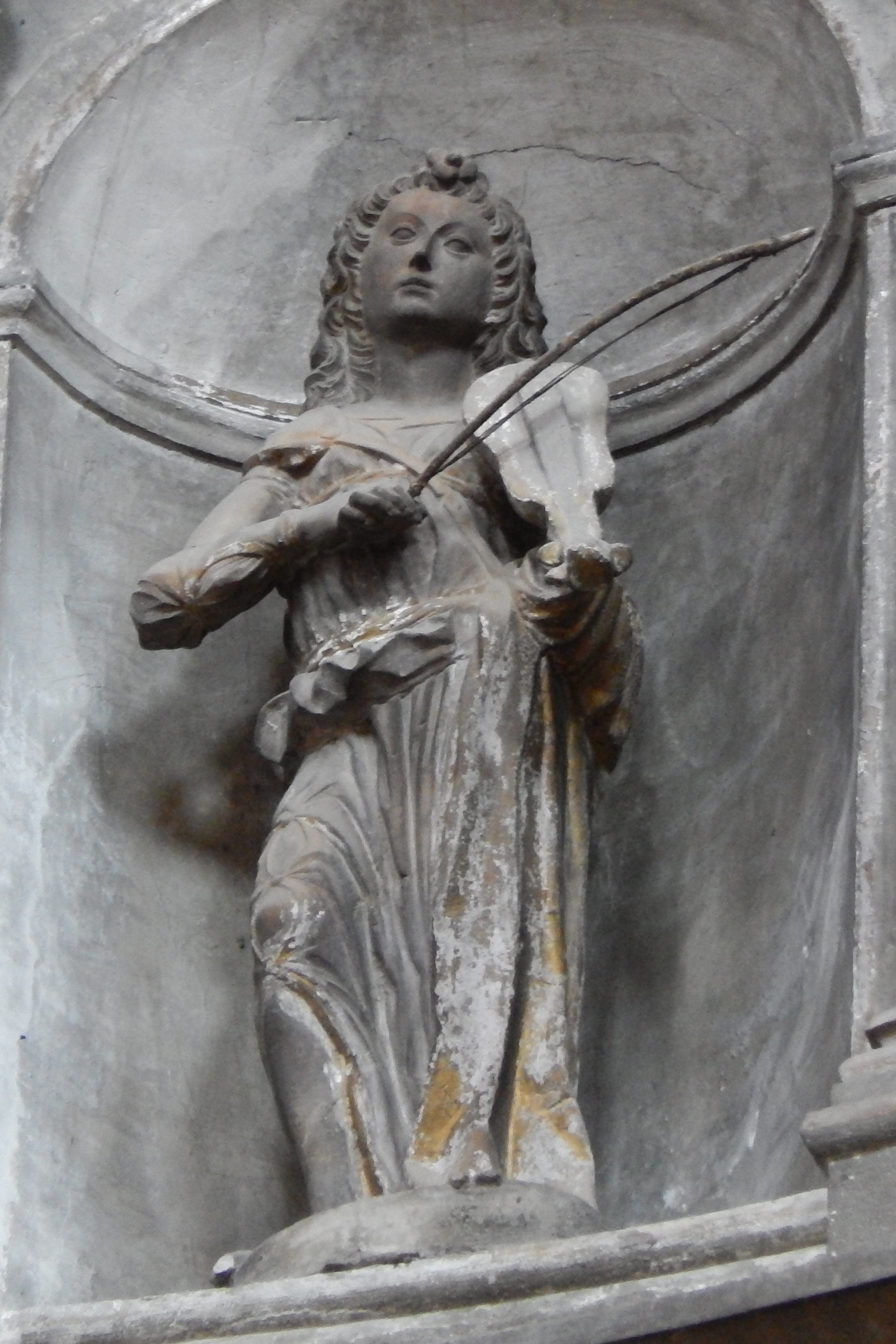
Brescia, Kirche Santa Maria dei Miracoli, Musikantenengel

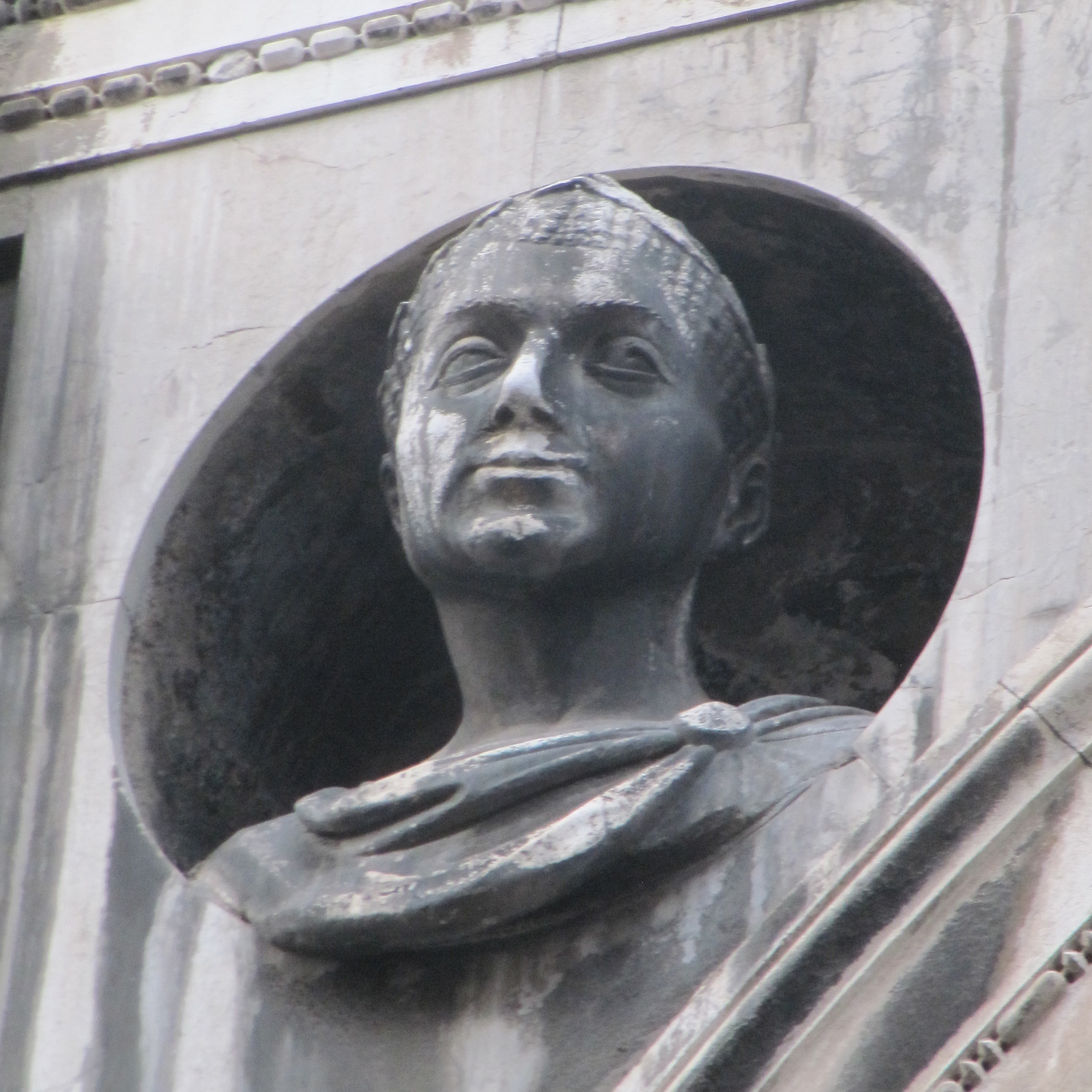
Brescia, Einer der Cäsaren des Palazzo della Loggia

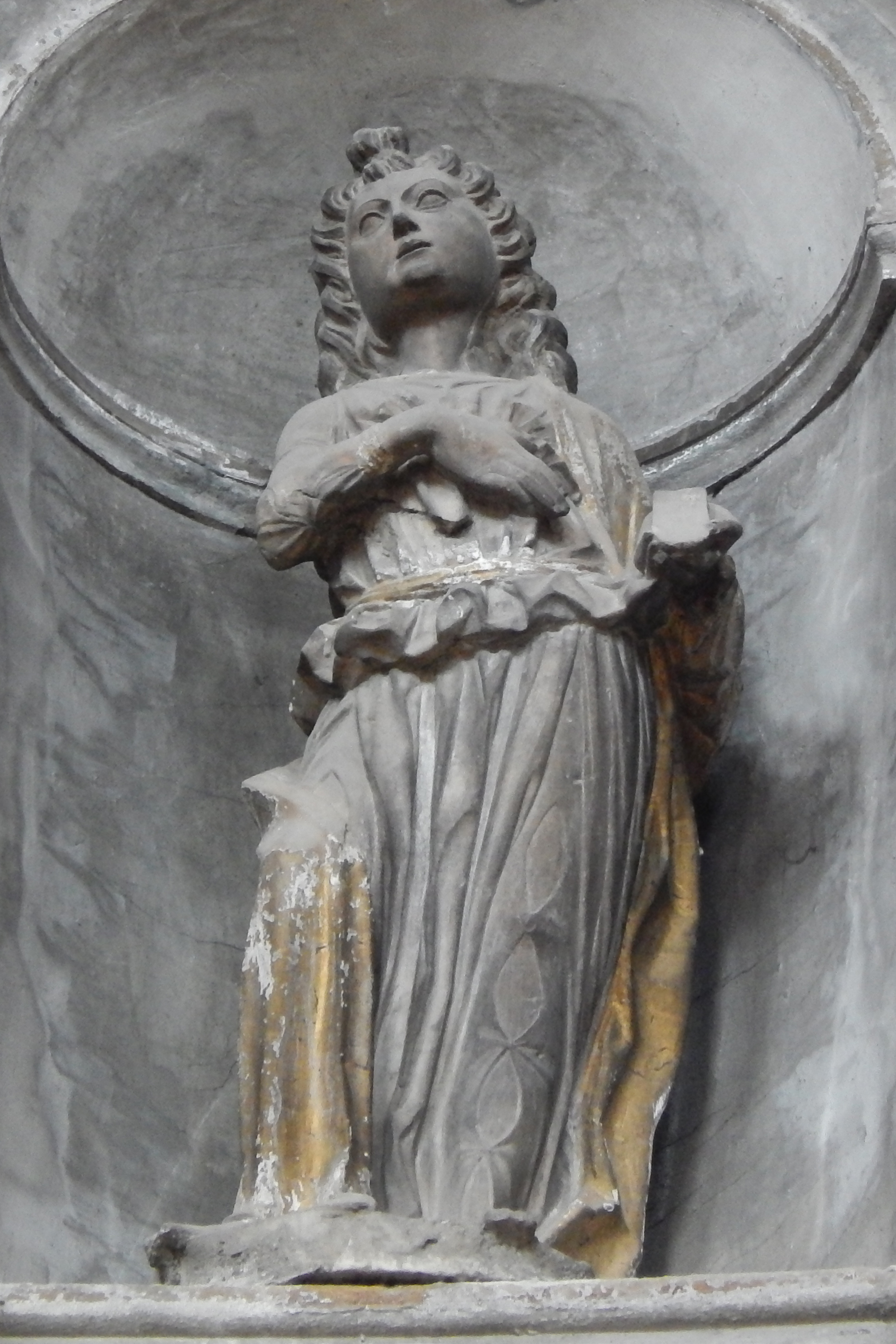
Brescia, Kirche Santa Maria dei Miracoli, Angel

Antonio della Porta, genannt Tamagnino (* um 1471 in Osteno; † um 1520 in Porlezza), war ein italienischer Bildhauer und Ornatist des Renaissance.

## Leben
Antonio war Sohn des Bildhauers Giacomo (1430–1481) tätig an der Certosa di Pavia ab 1477, Bruder von Guglielmo und Bartolomeo (1460–1514). Seine Mutter war die Schwester von Maddalena Solari, Tochter von Guiniforte Solari, dem Chefingenieur des Mailänder Dom. Am 9. Juni 1484 wurde er als Zeuge bei der Verpachtung des Mailänder Hauses von Giovanni Antonio Amadeo, seinem Onkel mütterlicherseits, genannt. Anfang 1489 erschien er in Brescia, als er einen Zyklus von zwölf Engeln für die erste Kuppel der Kirche Santa Maria dei Miracoli in Brescia, von denen nur zehn Exemplare erhalten sind, die etwa zur gleichen Zeit aufgeführt wurden, als Gasparo Cairano seine zwölf Apostoli des Kontrapunkts aufführte, die am 24. Dezember 1489 bezahlt wurden.
Im Allgemeinen kann die gesamte Steinproduktion in Santa Maria dei Miracoli, die im Jahrzehnt nach dem Zyklus der Apostel durchgeführt wurde und sich auf das beschränkt, was im Inneren des Gebäudes vorhanden ist, Cairano und seinen Mitarbeitern zugeschrieben werden. Es ist nicht auszuschließen, dass diese propädeutische Arbeit das Recht in sich trug, das Werk in einem echten Wettbewerb zwischen Cairano und Tamagnino fortzusetzen. Es ist jedoch anzumerken, dass Tamagninos Zyklus der Engel auf einem deutlich höheren künstlerischen Niveau steht als Cairanos Apostel, allein schon wegen der relativen Modernität des ersteren, der sich dem neuen venezianischen Klassizismus von Antonio Rizzo zuwendet, aber auch wegen der überlegenen technischen Qualität. Es ist daher wahrscheinlich, dass Cairanovon einer lokalen Gunst unterstützt wurde, die es ihm ermöglichte, sich in Tamagnino zu etablieren, ungeachtet seiner anfänglichen künstlerischen Fähigkeiten, die sich noch in der Entwicklung befanden. Neben den Engeln lieferte Tamagnino auch drei der vier Büsten für die Zwickel (Architektur) der ersten Kuppel mit den Kirchenlehrern; indirekte historische Quellen über die Zuschreibung dieser Werke sind sich nicht einig. Das Martinengo-Denkmal von 1731 schreibt die drei Medaillons mit St. Ambrosius, St. Augustinus und St. Hieronymus Tamagnino zu und auch das vierte, St. Gregor, sowie zwei kleinere Tondi für den Fries des Kirchenschiffs. Für diese fünf Artefakte, von denen drei sehr groß sind, und für die zwölf Engel erhielt der Bildhauer von der Fabbrica del santuario eine geringere Vergütung als die, die Cairano allein für die Apostel gezahlt wurde. Gasparo Cairano erhält neun Lire für jede Statue der Apostel, also insgesamt 108 Lire, während Tamagnino 106 Lire für die zwölf Engel und die fünf Reliefs erhält.
Tamagninos Alternative zur undankbaren Baustelle in Brescia war der prestigeträchtige Auftrag für die Fassade der Certosa di Pavia, den er unter der Leitung seines Paten Amadeo und Antonio Mantegazza ausführen sollte. Der Partnerschaftspakt zwischen dem Künstler und den beiden Bildhauern wurde im Mai 1492 geschlossen und eröffnete Tamagnino eine einmalige prägende Erfahrung, sowie einen beachtlichen Karrieresprung. Im Jahr 1499 wurde das Herzogtum Mailand von den Franzosen erobert, was zu einer Diaspora von Künstlern aus der Stadt nach ganz Norditalien und darüber hinaus führte. Dies ist vielleicht der Grund für Tamagninos Rückkehr nach Brescia, der dennoch den verlockenden Auftrag für die Steinmetzarbeiten zur Errichtung des Palazzo della Loggia erhielt, an denen er zwischen November 1499 und Juni 1500 mitwirkte. Das Werk, das 1492 nach dem Weggang des Bildhauers aus der Stadt eröffnet wurde, wurde zu diesem Zeitpunkt von Gasparo Cairano beherrscht, der bereits seit einigen Jahren von den hohen öffentlichen und privaten Würdenträgern Brescias zum Hofbildhauer ernannt worden war. Die beiden Künstler kehrten also ein Jahrzehnt nach ihrem gemeinsamen Debüt zurück, um sich auf der wichtigsten Brescianer Baustelle dieser Zeit zu begegnen. Als Tamagnino 1499 eintraf, hatte Cairano bereits mindestens fünf Caesaren und verschiedene andere Steinmaterialien geliefert, aber in jenem Jahr ist nur die Bezahlung eines männlichen Protoms verzeichnet, da die Arbeit des Künstlers völlig von den beiden riesigen eckigen Trophäen absorbiert wurde, die gerade begonnen hatten. Im November 1499 untergrub Tamagnino geräuschvoll das Monopol seines Konkurrenten, indem er nicht weniger als vier „Caesars“ und drei leoninische Protome lieferte und sein Können und Kaliber unter Beweis stellte. In den folgenden sieben Monaten nahmen die Lieferungen des Bildhauers jedoch eine merkwürdige Wendung: Während der Cairano allein für die Trophäen Vorschüsse und Abrechnungen erhielt, und zwar in einer wahren produktiven Zäsur, in der keine weiteren Werke des Bildhauers verzeichnet wurden, fertigte Tamagnino nur zwei Cäsaren und nicht weniger als siebzehn Löwenprotome, die größte Menge dieser Stücke, die im Hof der Loggia in einem so kurzen Zeitraum verzeichnet wurde. Es ist anzumerken, dass der Zyklus der Löwenprotome viel mehr serielle und sich wiederholende Artefakte umfasste als der der männlichen Protome, so sehr, dass er als zweitrangig angesehen wurde und an dem viele andere Steinbildhauer von niedrigem Rang arbeiteten. Außerdem liegt die Bezahlung für jedes Werk Tamagninos offensichtlich weit unter den durchschnittlichen Gagen für Artefakte desselben Typs.
Seine Caesars, insgesamt sechs und ebenfalls absolut wertvoll, sind praktisch an die Süd- und Westflanke verbannt, und zwar an die Rückseite des Gebäudes und die am wenigsten frequentierte Ecke. Angesichts einer solchen Abwertung seines Werkes wird der Gedanke plausibel, dass Tamagnino mit dem sechsten und letzten überlieferten Caesar, der als das schäbigste Exemplar des gesamten Zyklus identifiziert werden kann, seinen Kollegen und Mäzenen verspotten wollte, die zum zweiten Mal in Brescia seinen Erfolg oder zumindest die angemessene Anerkennung sabotiert hatten, indem sie sein Werk ignorierten und unterschätzten. Nach diesen Ereignissen verließ Tamagnino Brescia wahrscheinlich für immer und überließ Gasparo Cairano als einzigem Protagonisten der lokalen Bildhauerszene das Feld.

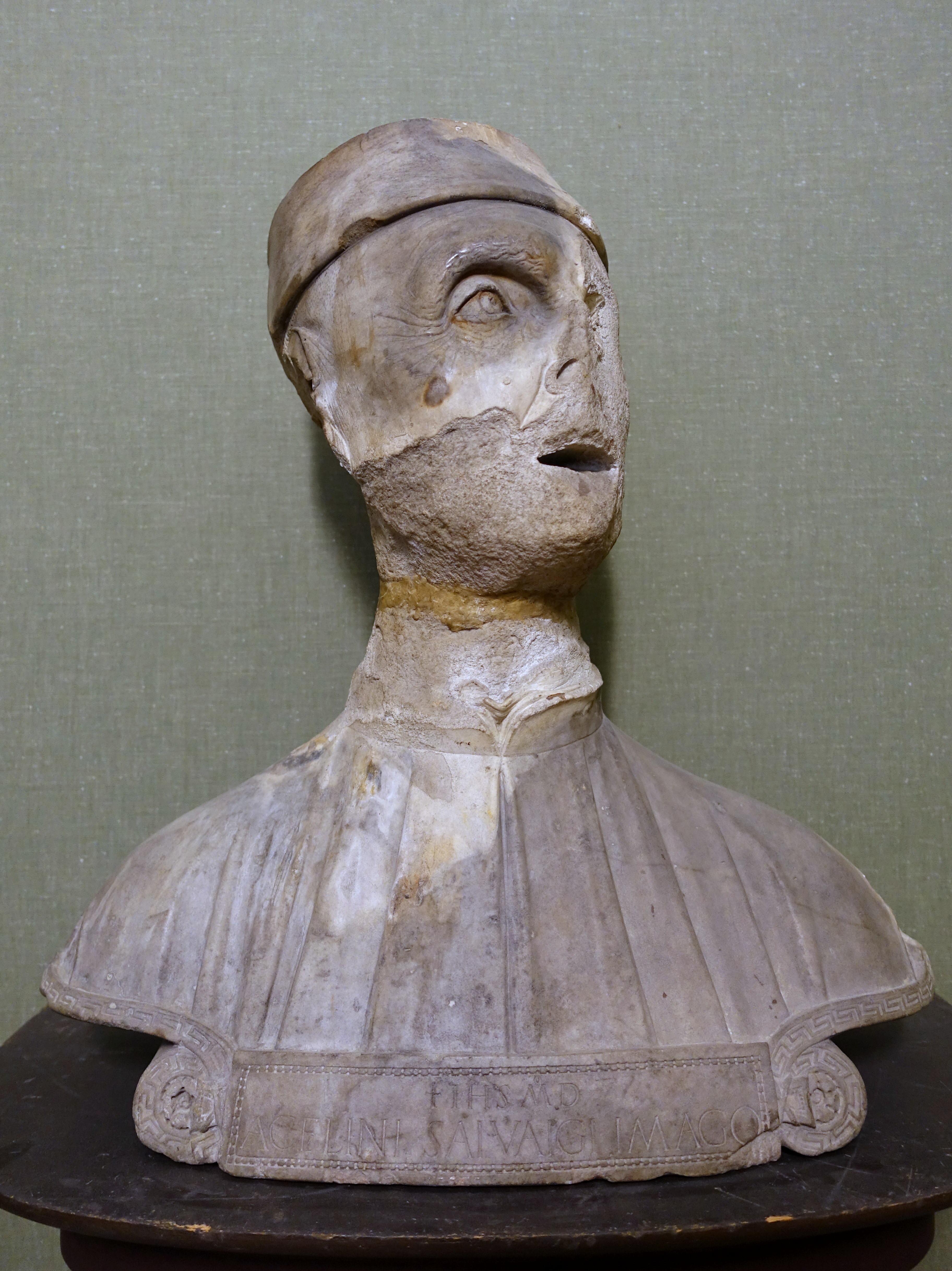
Tamagnino: Marmorbüste von Acellino Salvago, heute in Bode-Museum

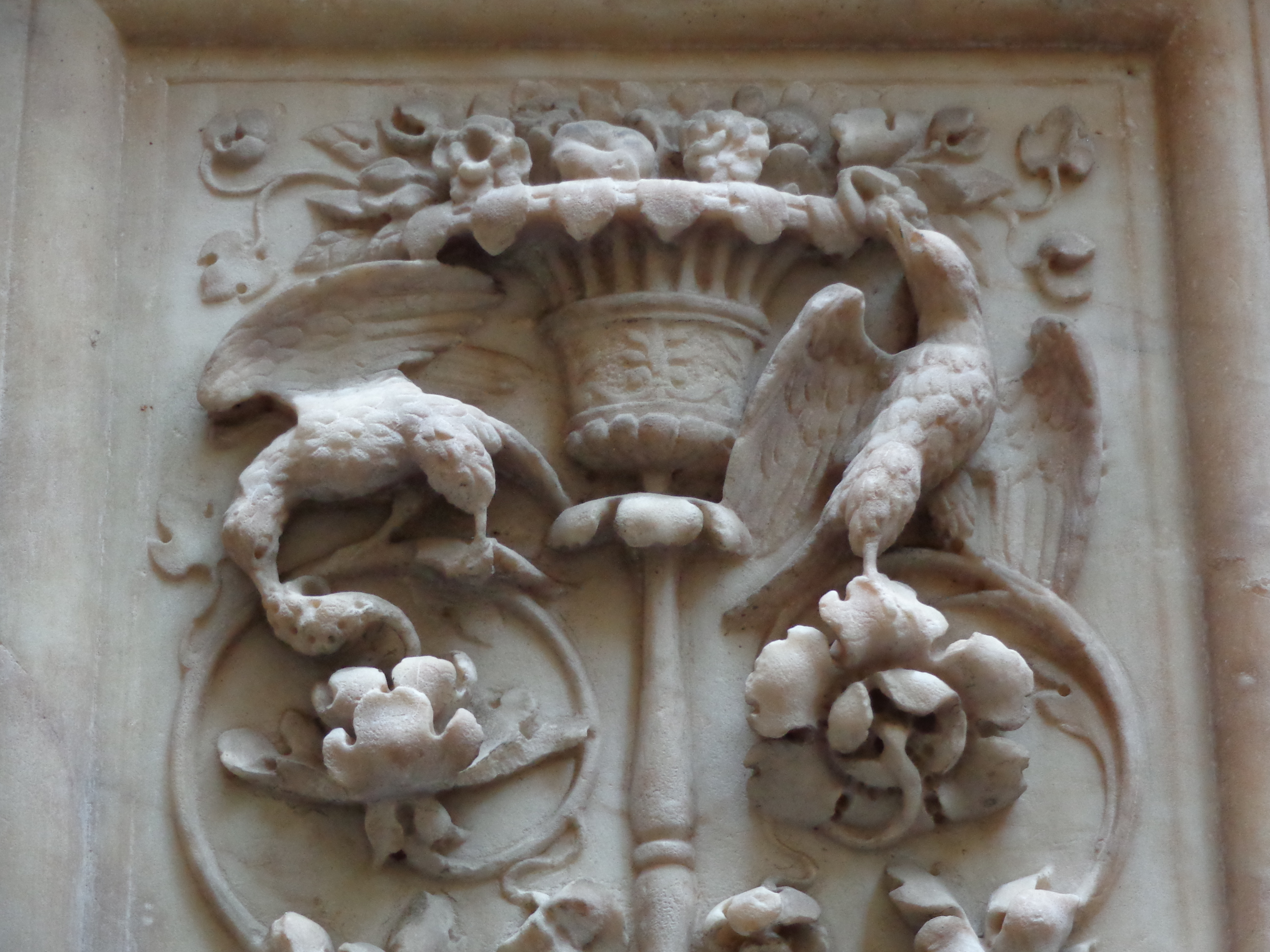
Genua, Palazzo Lorenzo Cattaneo, Detail der Portalverzierung

In Genua aus dem Jahr 1500 stammt die Büste des Acellino Salvago, sein Meisterwerk, das im Bode-Museum in Berlin aufbewahrt wird, dann realisierte er 1501 in der Kirche von San Teodoro zusammen mit Pace Gaggini die bildhauerische Innenausstattung der Lomellini-Kapelle. Im Jahr 1504 wird der Entwurf und die Ausführung des Portals des Palastes von Lorenzo Cattaneo dokumentiert. Im Jahr 1509 schuf er für den Palazzo San Giorgio die Statuen von Luciano Grimaldi und Antonio Doria und ein Marmortor für die Kirche Santa Maria di Castello. In den Jahren zwischen 1512 und 1519 war er an der Certosa di Pavia tätig, für die er zwei Prophetenbüsten über den Fenstern der Fassade und viele andere Statuen zu je 40 Scudi schuf.